# Gregg Rolie (album)
| Recensione | Giudizio |
| ---------- | -------- |
| AllMusic   |          |

Gregg Rolie è l'album di debutto come solista del tastierista statunitense Gregg Rolie (già membro fondatore dei Santana e in seguito dei Journey), pubblicato dalla casa discografica Columbia Records nel settembre del 1985.

## Tracce

### LP
Lato A (AL 40080)
1. Young Love – 4:06 (Gary O'Connor)
2. Close My Eyes – 4:32 (Paul Janz, Elizabeth Janz)
3. I Wanna Go Back – 4:02 (Danny Chauncey, Monty Byrom, Ira Walker)
4. Let Me Out – 3:33 (Gregg Rolie, Lori Rolie, Mike Carabello)
5. Over and Over – 4:05 (Gregg Rolie, Lori Rolie, David Margen, Mark Craney)

Lato B (BL 40080)
1. Don't Talk – 3:06 (Jan Buckingham, Peter Rafelson)
2. Zap Me – 4:06 (Gregg Rolie, Lori Rolie, David Margen)
3. Marianne – 4:06 (Gregg Rolie, Lori Rolie)
4. It's Only Make Delieve – 4:00 (Gregg Rolie, John Close, Andrè Pessis, Kevin Beamish)
5. Deep Blue Sea – 4:20 (Gregg Rolie, Lori Rolie, John Close)

## Musicisti
Young Love
- Gregg Rolie – voce
- Peter Wolf – tastiere
- Dann Huff – chitarra
- Gene Miller, Jason Scheff e Carmen Grillo – cori

Close My Eyes
- Gregg Rolie – voce
- Peter Wolf – tastiere, arrangiamento
- Dann Huff – chitarra
- Mark Russo – sassofono
- Gene Miller, Jason Scheff e Carmen Grillo – cori

I Wanna Go Back
- Gregg Rolie – voce
- Peter Wolf – tastiere, arrangiamento
- Dann Huff – chitarra
- Gene Miller, Jason Scheff e Carmen Grillo – cori

Let Me Out
- Gregg Rolie – voce, tastiere
- Alan Pasqua – sintetizzatore PPG
- Mark Ross – chitarra
- Dave Margen – basso
- Mark Craney – batteria
- Stan Bush e Kevin Beamish – cori

Over and Over
- Gregg Rolie – voce, tastiere
- Alan Pasqua – sintetizzatore PPG
- Dave Margen – basso
- Mark Craney – batteria
- Craig Chaquico – chitarra
- Bruce Miller – arrangiamento strumenti a fiato
- Stan Bush e Kevin Beamish – cori

Don't Talk
- Gregg Rolie – voce, tastiere
- Mark Ross – chitarra
- Dave Margen – basso
- Mark Craney – batteria
- Stan Bush e Kevin Beamish – cori

Zap Me
- Gregg Rolie – voce, tastiere
- Alan Pasqua – sintetizzatore PPG
- Mark Ross – chitarra
- Dave Margen – basso
- Mark Craney – batteria
- Bruce Miller – arrangiamento strumenti a fiato
- Stan Bush e Kevin Beamish – cori

Marianne
- Gregg Rolie – voce, tastiere
- Craig Chaquico – chitarra ritmica
- Carlos Santana – chitarra solista
- Mark Ross – chitarra solista
- Dave Margen – basso
- Mark Craney – batteria
- Stan Bush e Kevin Beamish – cori

It's Only Make Delieve
- Gregg Rolie – voce, tastiere
- Neal Schon – chitarra solista
- Dave Margen – basso
- Mark Craney – batteria
- Matt Schon – arrangiamento strumenti a corda
- Stan Bush e Kevin Beamish – cori

Deep Blue Sea
- Gregg Rolie – voce, tastiere
- Mark Ross – chitarra
- Dave Margen – basso
- Mark Craney – batteria
- Stan Bush e Kevin Beamish – cori

Note aggiuntive
- Kevin Beamish – produttore
- Bill Schnee – produttore (solo brani: Young Love, Close My Eyes e I Wanna Go Back)
- Registrazioni effettuate al Sound City di Van Nuys e al Fantasy Studios di San Francisco (eccetto i brani: Young Love, Close My Eyes e I Wanna Go Back)
- Kevin Beamish – ingegnere delle registrazioni
- Bruce Barris – assistente ingegnere delle registrazioni
- Brani: Young Love, Close My Eyes e I Wanna Go Back, registrati (e mixati) al Bill Schnee's Studio di North Hollywood, California
- Bill Schnee – ingegnere delle registrazioni
- Dan Garcia – assistente ingegnere delle registrazioni
- Mastering effettuato al Mastering Lab
- Jim Welch – art direction e design copertina album
- Jim Welch e Dave McMacken – illustrazione copertina album
- Michael Shay – foto copertina album
- Herbie Herbert e Pat Morrow – management
- Ringraziamento speciale a: Herbie Herbert, Michael Dilbeck, Pat Morrow, Jim Welch e allo staff della Columbia Records[3]